# John Eliot (politico)
John Eliot (Port Eliot, 11 aprile 1592 – Torre di Londra, 27 novembre 1632) è stato un politico inglese. Fu imprigionato più volte nella Torre di Londra, dove alla fine morì, da re Carlo I per aver difeso i diritti e i privilegi del Parlamento.

## Attività politica
Ferocemente anticattolico, Eliot fu nominato vice ammiraglio di Devon nel 1619 grazie alla sua amicizia col duca di Buckingham. Nel 1624 e nel 1625 fu eletto membro del Parlamento. Rivoltatosi contro il suo antico protettore, nel 1626 Eliot guidò la campagna portata avanti dalla Camera dei comuni per l'incriminazione di Buckingham. Disgustato dal voltafaccia, Carlo lo fece rinchiudere per una settimana nella Torre. Nel 1628 riprese la sua battaglia contro il governo, tanto sul terreno della politica fiscale, quanto su quello della politica ecclesiastica. L'irruenza dei suoi attacchi scandalizzò e spaventò, per l'esempio di indisciplina che ne veniva a tutto il popolo inglese, la maggioranza dei Lord e gli esponenti moderati della Camera dei comuni, accelerandone il riavvicinamento al re.
Il 2 marzo del 1629, immediatamente prima che il Parlamento venisse licenziato da Carlo, Eliot riuscì, con un colpo di mano, a far approvare dai Comuni una «protesta» in cui l'invito alla disobbedienza diventava esplicito: chi avesse in qualsiasi modo cooperato all'esazione dei diritti di dogana pretesi dal re era dichiarato «nemico mortale del Regno e dello Stato» (capital enemy to this Kingdom and Commonwealth), e «traditore delle libertà dell'Inghilterra» era dichiarato chi semplicemente avesse accettato di pagarli. 
Due giorni dopo il re annunciò lo scioglimento del parlamento e, contemporaneamente, Eliot e atri otto parlamentari furono arrestati. Eliot era particolarmente inviso al re; Carlo lo considerava il responsabile morale della morte di Buckingham. I nove membri del parlamento arrestati invocarono l'immunità parlamentare, e in particolare la libertà di parola durante il dibattito, un diritto riconosciuto sin dalla fine del XVI secolo; quattro di loro, tra cui Eliot, si rifiutarono di rispondere a domande su qualsiasi cosa riguardasse gli affari parlamentari. 
All'inizio di ottobre i prigionieri furono prelevati dalla Torre e trasferiti a Serjeant's Inn, dove fu loro promesso il rilascio a condizione che firmassero un impegno di buona condotta; la maggior parte di loro si rifugiò di farlo, con la motivazione che ciò avrebbe implicitamente giustificato la loro detenzione arbitraria negli ultimi otto mesi. Eliot rifiutò di sottomettersi e rimase in prigione sino alla morte. 
L'odio del re nei suoi confronti era tale che, nonostante le suppliche, non gli fu mai permesso di lasciare la Torre durante la sua prigionia. Aveva inviato una petizione al re in cui dichiarava che "a causa della qualità dell'aria sono caduto in una pericolosa malattia"; affermava anche che "sono sinceramente dispiaciuto di aver recato dispiacere a vostra maestà". Il re rispose che la petizione non era abbastanza umile. L'umiliazione di Eliot continuò dopo la sua morte. Suo figlio chiese al re di consentire che il corpo di suo padre fosse trasportato in Cornovaglia per la sepoltura. Carlo scrisse in fondo alla petizione: "Che il corpo di Sir John Eliot venga sepolto nella chiesa di quella parrocchia in cui è morto". In altre parole, "sarebbe stato sepolto nella Torre".
Nella Torre scrisse un'opera sulla monarchia costituzionale (Monarchy of Man) e una cronaca delle vicende del primo parlamento del regno di Carlo I (Negotium posterorum).